# Harry Merkel
Harry Erich Merkel (10 de janeiro de 1918 – 11 de fevereiro de 1995) foi um automobilista alemão que participou do Grande Prêmio da Alemanha de 1952 de Fórmula 1.